# Strážce uherské koruny
Jako strážci koruny (maďarsky Koronaőr(ök), latinsky conservatores coronae) byly označovány osoby v Uherském království vybrané ke střežení uherské královské koruny svatého Štěpána. 

## Právní náležitosti
Do funkce strážce uherské královské koruny směli být jmenováni pouze šlechtici narození v Uhersku, a to bez ohledu na náboženské vyznání. Zpravidla byl zvolen jeden katolík a jeden protestant, a to i během společného zasedání obou komor Uherského zemského sněmu. Strážci koruny byli vybíráni sněmem a jmenováni panovníkem. Před uvedením do úřadu složili noví strážci koruny přísahu před králem a parlamentem. V pořadí hodností následovali po královských baronech (barones regni).
Svatoštěpánská koruna byla držena pod dvojitým zámkem a jeden z jejích strážců měl vždy povinnost dlet v její blízkosti. K samotnému střežení byla přidělena ozbrojená stráž. Úkolem korunních strážců bylo „starat se“ o korunu a symbolicky i prakticky zajišťovat bezproblémovou kontinuitu stráže.
Za vlády Arpádovců střežili svatou korunu kanovníci v katedrále Panny Marie ve Stoličném Bělehradu, později světské řády ve Visegrádu a laici, jako bylo předepsáno v roce 1492 respektive v roce 1500. V 16. století byl zákonem za místo uchovávání koruny určen Bratislavský hrad a nakonec v roce 1791 hlavní město Budín, odkud bylo možno korunu v době nebezpečí převézt na bezpečnější místo pouze s vědomím a souhlasem palatina.

## Seznam strážců koruny
- 1514–1539 Petr Perényi[5] (1502–1548), sedmihradský vojvoda
- 1608–1622 Petr Révai[5] (1568–1622), státní úředník, voják, historik a filosof
- 1622–1624 Pavel Apponyi[5]
- 1625–1645 Jan Pálffy[5]
- 1646–1660 Jan Kéry de Ipoly-Kér[5]
- 1661– 1693 Štěpán Zichy (senior)[5]
- 1693–1701 Štěpán Zichy (junior)[5]
- 1701–1714 Mikuláš VI. Pállfy z Erdődu[5] (1657–1732), polní maršál císařské armády a uherský palatin
- 1714–1734 Tomáš Nádasdy[5]
- 1735–1741 Karel Zichy[5]
- 1741–1744 Jan Esterházy[5]
- 1746–1764 Mikuláš Esterházy[5]
- 1764–1765 Josef I. Keglevich de Buzin[5] (* 1729)
- 1765–1772 Jan Csáky[5]
- 1772–1795 Josef II. Keglevich de Buzin[5]
- 1796–1798 Michal Nádasdy[5]
- 1798–1831 Josef Splényi de Miháldy[5] (1744–1831), císařský komorník
- 1831 Josef Sigrai[5]
- 1831–1842 Gabriel Keglevich de Buzin[5] (1784–1854), zemský pokladník, tajný rada
- 1842–1848 František Ürményi[5]  (1780–1858), politik a ekonom

## Další strážci uherské koruny (výběr)
- Vavřinec Nyáry (1517–1558), pevnostní kapitán
- Štěpán II. Pálffy (1585–1646), vojenský velitel Zadunají
- Antonín Grasalkovič (1694–1771), královský štolba
- Leopold II. Pálffy z Erdődu (1716–1773), císařský generál
- František Balassa z Ďarmotu (1736–1807), chorvatský bán
- Josef Teleki (1738–1796), župan a zemský sudí
- Gedeon Ráday (1745–1801), župan
- Pavel Almásy (1749–1821)
- István Végh (1762–1834), královský úřadník, župan
- Štěpán Zichy (1780–1853), rakouský diplomat
- Miklós Vay (1802–1894)
- József Szlávy (1818–1900), politik, ministr, předseda vlády Uherska
- Béla Štěpán Széchenyi (1837–1918), výzkumník
- Béla Radvánszky (1849–1903), c. k.komorník
- Zsigmond Perényi (1870–1946), politik
- Gyula Károlyi (1871–1947), politik
- Albert Radvánszky (1880–1963), duchovní a politik

## Galerie

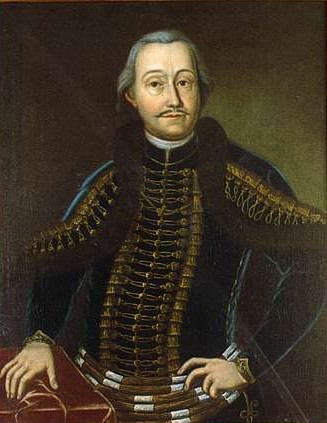
Strážce koruny Antonín I. Grasalkovič
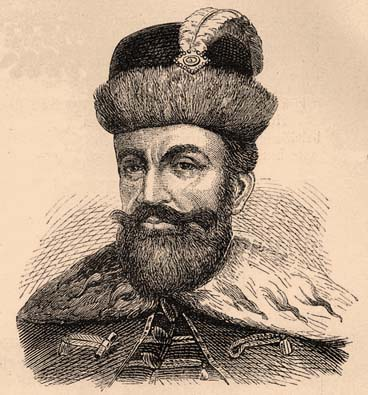
Strážce koruny Petr Perényi
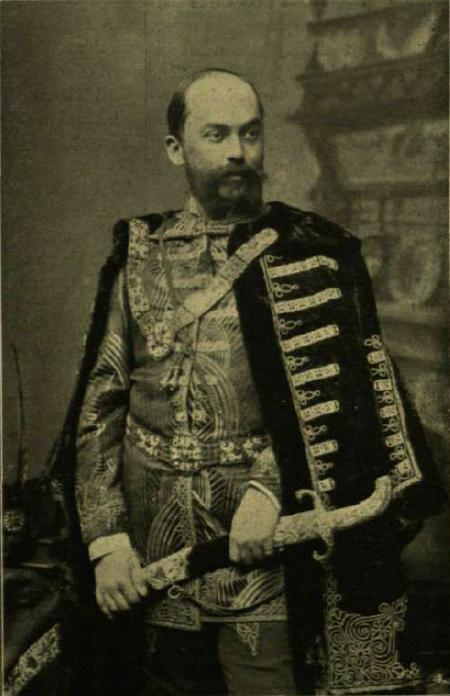
Strážce koruny Béla Radvánszky
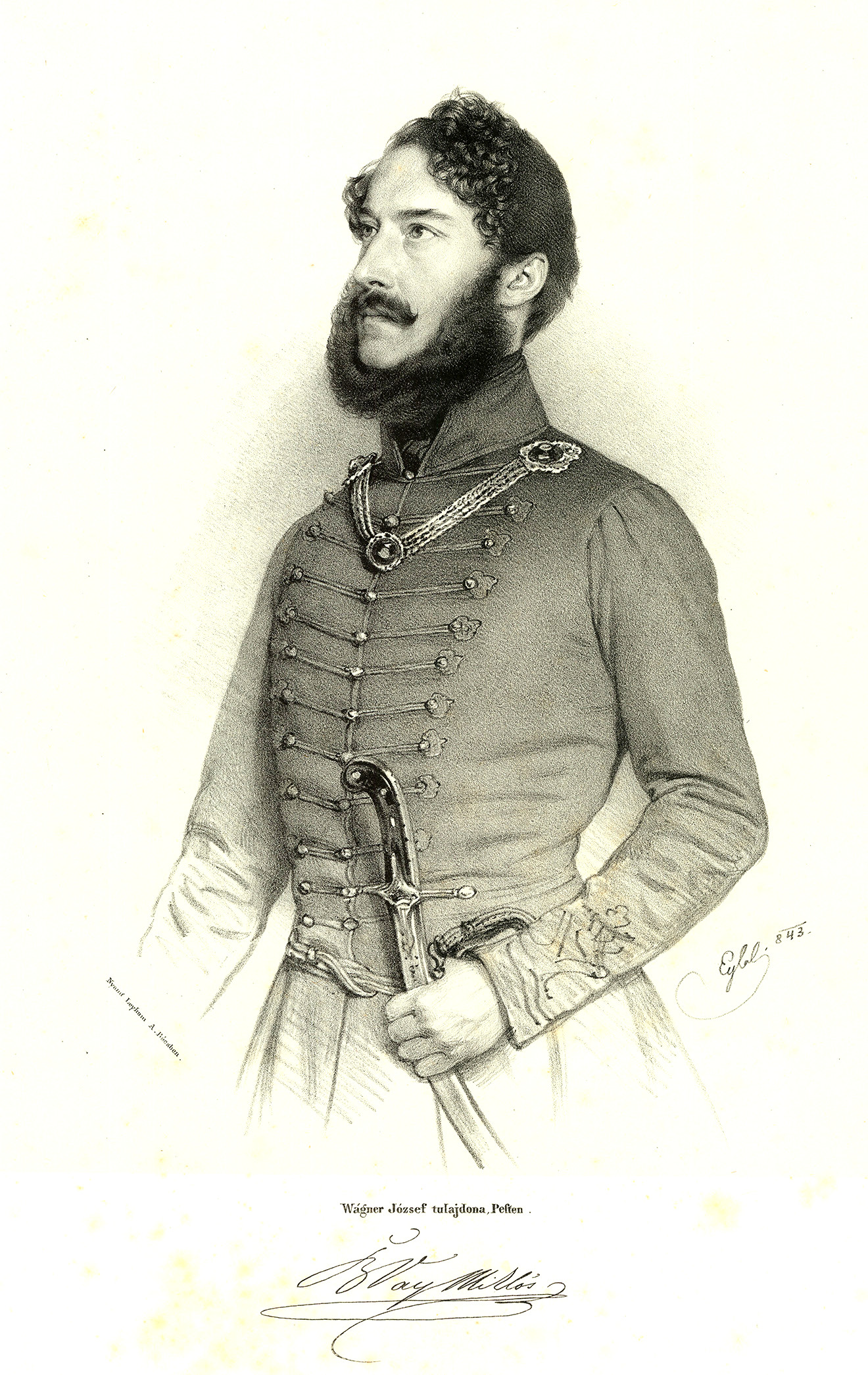
Strážce koruny Miklós Vay